# Ora di Calcutta
L'ora di Calcutta era un fuso orario esistito in India, tra 1884 e 1948.
Corrispondeva all'ora solare media di Calcutta (attualmente Kolkata), in anticipo di 5 ore, 30 minuti e 21 secondi rispetto al GMT.
Il fuso orario fu creato alla Conferenza internazionale dei meridiani nel 1884, quando si decise di dividere l'India in due fusi orari: la parte ovest con l'ora di Bombay (attualmente Mumbai) e quella est con l'ora di Calcutta.
L'India adottò un fuso orario unico (l'Indian Standard Time, a GMT+5:30) il 1º gennaio 1906. L'ora di Calcutta continuò tuttavia a essere utilizzata nella regione fino al 1948.